# Melamina
La melamina es un compuesto orgánico que responde a la fórmula química C3H6N6, y cuyo nombre IUPAC es 2,4,6-triamino-1,3,5-triazina. Es levemente soluble en agua, y naturalmente forma un sólido blanco.

## Constitución química
La melamina es un trímero (está constituida por tres moléculas iguales) de cianamida, formando un heterociclo aromático que puede reaccionar con el formaldehído, dando la resina melamina-formaldehído.
Tanto la urea-formaldehído como la melamina-formaldehído tienen propiedades generales muy similares, aunque existe mucha diferencia en sus aplicaciones. A ambas resinas se les conoce como aminorresinas. Las aminorresinas se usan principalmente como adhesivos para hacer madera aglomerada y contrachapado, usados en la construcción residencial, fabricación de muebles (laminados decorativos).

## Resinas de melamina

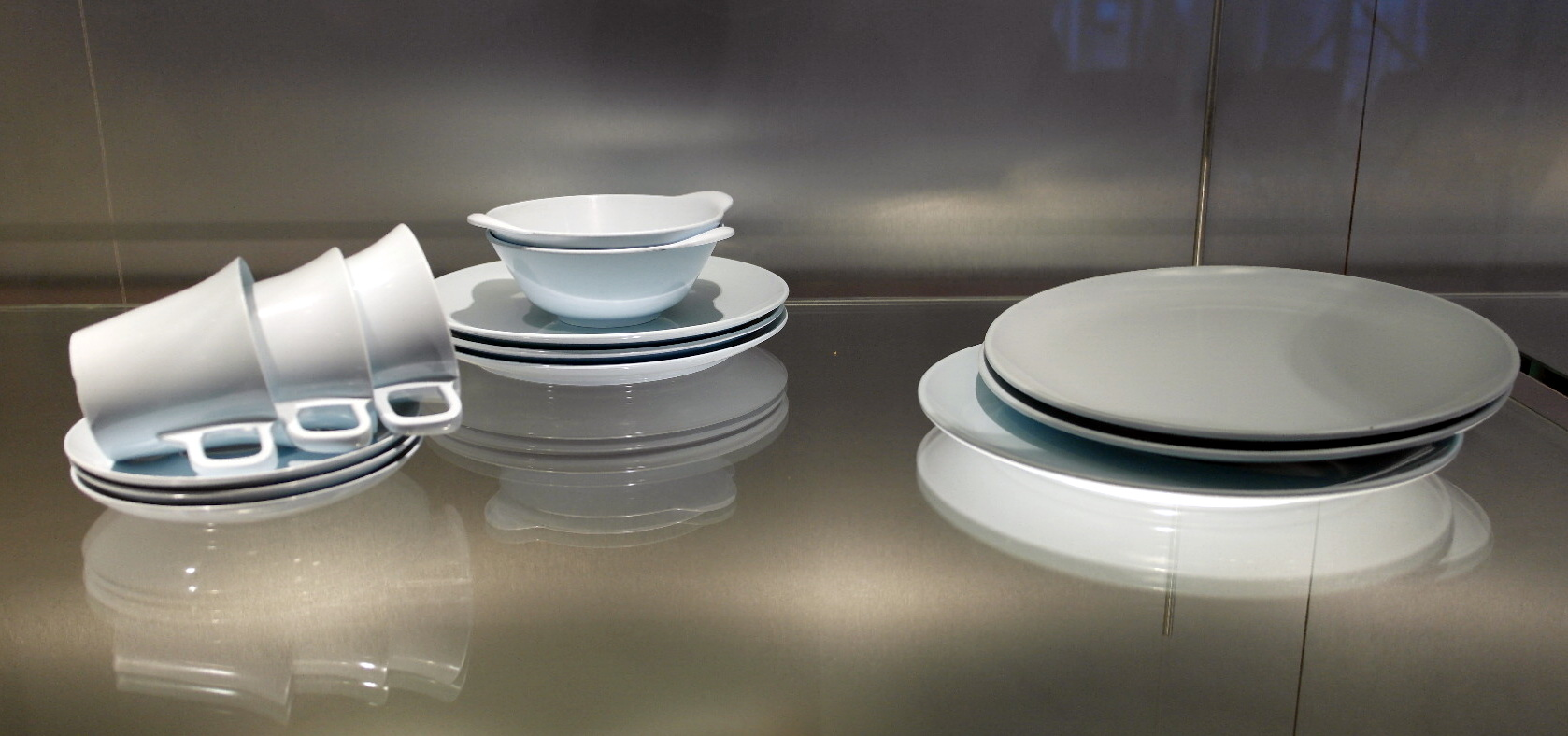
Vajilla de melamina

Se forman por policondensación de la fenilamina y del formaldehído. Existen resinas sólidas con las características y propiedades generales de las resinas en polvo. Dichas características son las siguientes:
- Color rojizo o castaño.
- Se presentan en forma de cristales.
- Alto punto de reblandecimiento.
- Escasa fluidez.
- Insolubles en los disolventes comunes.
- Resistencia a las bases.
- Bajo factor de pérdidas a alta frecuencia.
- Excelente resistencia al aislamiento.
- Alta frecuencia sintética de valor agregado.
- Rigidez dieléctrica.
- Termoestable.
- No es reciclable

Estas resinas se usan en compuestos de moldeo. Por otro lado, existen muchas aplicaciones para las resinas líquidas de la reacción de melamina y formaldehído que son solubles al agua. Además, las resinas base para las pinturas automotrices son resinas metiladas (reaccionadas con metanol) y butiladas o isobutiladas (reaccionadas con butanol o isobutanol). Estas resinas son incoloras, cristalinas y de alto contenido en sólidos (más del 95 %). Esta reacción se lleva a cabo en dos etapas, primero se hace una metilolación y después la metilación o butilación.

## Alteración de alimentos

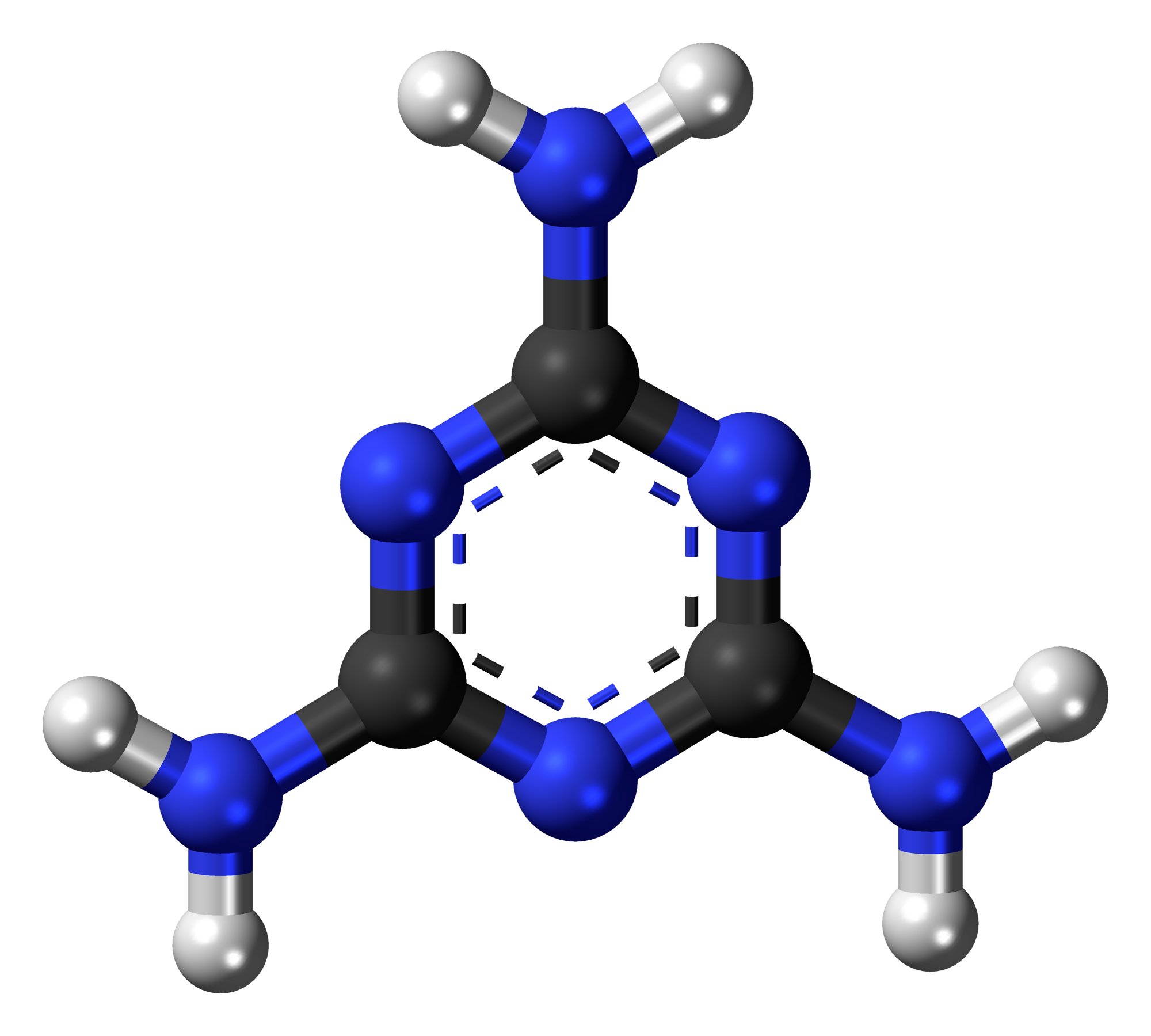
Molécula de melamina en 3D

Por su elevado contenido en nitrógeno han sido utilizados fraudulentamente para adulterar alimentos para mascotas y para humanos. De esta forma simulan tener un mayor contenido proteico del producto, aunque haciéndolo tóxico.
En 2007 se detectó esta adulteración en alimentos de mascotas exportados desde China a Estados Unidos. Al año siguiente se detectó en China la misma alteración en productos lácteos para bebés. Se detectó esta adulteración en leche, helados, yogures y masa para pizzas.
Se han retirado como medida de precaución en Reino Unido caramelos de la marca 'White Rabbit' ante el riesgo de que estas golosinas contengan melamina; Chile, de igual forma retiró de la circulación productos chinos contaminados con melamina.
El fabricante de caramelos que comercializa entre otras la marca White Rabbit, anunció el 26 de septiembre de 2008 la suspensión de la venta de sus dulces, sospechosos de contener melamina, después de haber retirado todas sus exportaciones del mercado. Estos caramelos, muy populares en China, se exportaban a Ecuador y México, entre otros países, donde la víspera se ordenó a las aduanas vetar el ingreso y retirar del mercado cualquier producto lácteo procedente de China.